# Chagrin
Chagrin (tyrkisk: saghir, dansk: ~ ryg),
er en slags læder med en særlig narv, der
fremstilles i Astrakhan, Konstantinopel, Persien og flere
steder af de omhyggeligt rensede rygstykker af
æsels- og hestehuder, der i udblødt tilstand
udspændes i en ramme, lægges på jorden med
kødsiden nedad og bestrøs med de små,
meget hårde frø af en art mælde, Chenopodium album,
der trædes eller valses ned i skindene, som derefter tørres,
og de fastsiddende frø
udbankes, eller de falder ud ved den efterfølgende
udblødning; de ophøjede dele imellem
indtrykkene af frøene skrabes bort med en kniv.
Når skindene derefter udblødes, vil de dele,
der har været trykket ned af frøene, bulne
stærkere ud end de afskrabede, tynde dele,
hvorved der opstår en mængde små nopper,
der holder sig ved den derpå følgende
garvning.
Chagrin farves oftest mørkegrønt med
kobbersalte, men findes også i andre farver; det
benyttes mest på produktionsstederne til
skeder, seletøj og andet.
Hvad der her går under
navn af chagrin, fremstilles ved at behandle forskellige
slags skind med ophedede, på passende
måde graverede kobbervalser eller presser; men
sådant chagrin er ikke nær så stærkt som det ægte
og skaller let af. På denne måde fremstilles
også chagrinpapir, der især benyttes til
bogbind. Chagrin benyttes også som benævnelse for
en slags nopret silketøj.
Chagrin kalder man endvidere de faste dele, som
findes på huden hos tværmundede fisk (hajer
og rokker). De består af dentin, beklædt med
et lag emalje og er derfor overordentlig
hårde. Den ru chagrin af den almindelige pighaj og andre
hajer kan benyttes af snedkere og drejere til
at polere træ, elfenben og metaller, og
japanerne anvender det noprede skind, (galuchat)
af visse rokker til beklædning af hæftet på
knive og sværd, til skeder osv.
Den franske forfatter Honoré de Balzac har skrevet romanen "Chagrinskindet" (1831). Den er oversat til dansk.
- Chagrin - galuchat
- Æske med galuchat slebet ned så den har en glat overflade
- Et tantosværd med håndtag af galuchat